# Églises romanes du pays de Souvigny
Le pays de Souvigny, berceau de la famille des Bourbons, comprend de nombreuses églises romanes construites entre les XIe et XIIIe siècles. Elles mélangent les influences auvergnates, berrichonnes, mais surtout bourguignonnes. Avec l'implantation d'abbayes et de prieurés et la protection des sires puis ducs de Bourbon, le style roman voit un essor considérable dans la première moitié du Moyen Âge aux alentours de Souvigny et de Bourbon-l'Archambault. L'influence bourguignonne est due à l'implantation dans la région de l'important prieuré de Souvigny, qui dépend alors de la puissante abbaye de Cluny, en Bourgogne. Cette dernière, qui veut montrer sa puissance face à Rome, l'imite au niveau de l'architecture en utilisant pour édifier ses monuments des éléments antiques, qui rappellent la gloire de Rome jusqu'au Ve siècle. La présence de pilastres, chapiteaux corinthiens, etc., est due à cela.

## Prieuré clunisien de Souvigny
Fondé par le sire de Bourbon Aymar qui lègue à l'abbaye de Cluny une partie de ses terres. Un monastère est alors construit et deux des abbés de Cluny viennent y mourir, tour à tour : Mayeul et Odilon. Le prieuré devient alors un lieu de pèlerinage, une grande église est construite sur le modèle de Cluny III, avec deux transepts, et les ducs de Bourbon la choisissent comme nécropole ducale.

## Saint-Georges de Bourbon-l'Archambault
Elle est au Moyen Âge une dépendance des abbesses de Saint-Menoux. À l'intérieur, le chapiteau des hommes musiciens est un chef-d'œuvre de la sculpture romane. Le portail occidental est un ouvrage de type bourguignon tout comme le clocher.

## Saint-Étienne de Franchesse
Elle est un des joyaux de l'art roman bourguignon avec un clocher et une abside décorés d'arcatures aveugles.

## Église de Saint-Menoux
Siège d'une abbaye de femmes, elle est un lieu de pèlerinage autour du tombeau de Menou, évêque breton qui vient mourir dans l'antique village de Mailly. L'abbatiale témoigne de la grandeur et de la puissance de l'abbaye. En effet, la décoration bourguignonne est très soignée et omniprésente et l'étagement des toitures du chevet rappelle les églises romanes majeures d'Auvergne.

## Notre-Dame d'Agonges

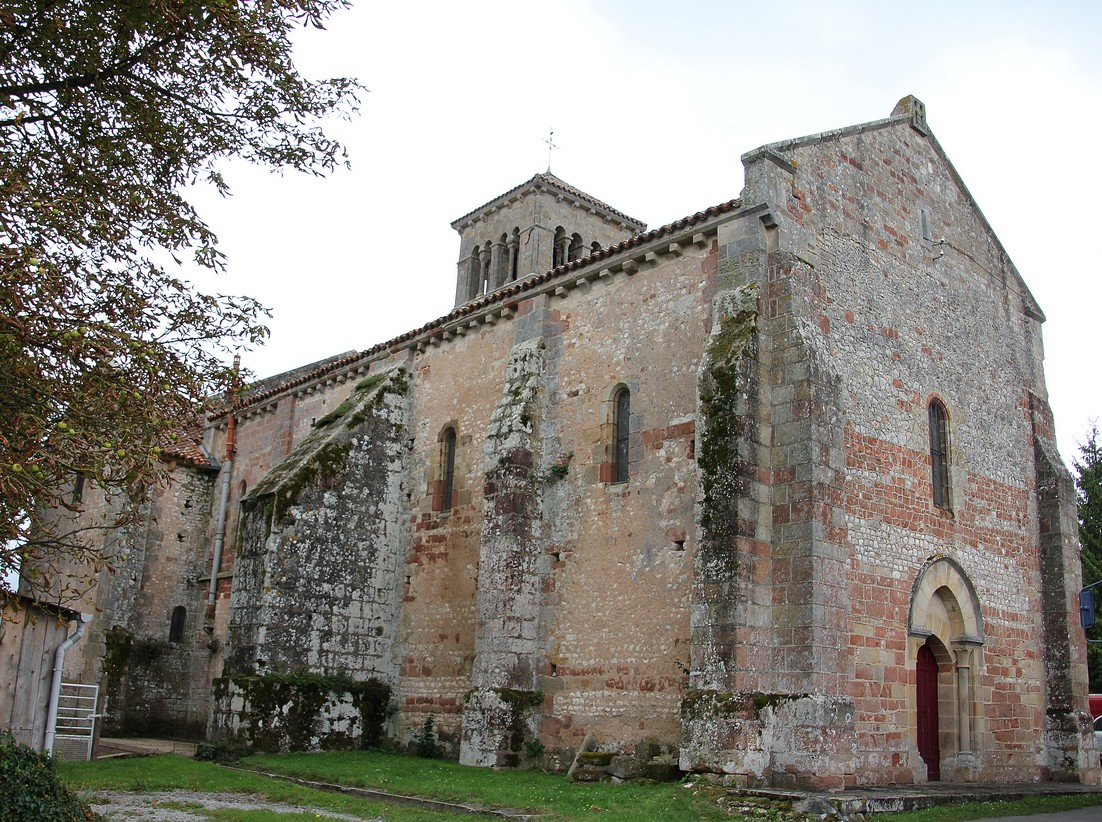
Église Notre Dame d'Agonges (03)

Église romane bourguignonne avec un superbe clocher à trois étages de baies.

## Sainte-Trinité d'Autry-Issards
Petite église romane qui, par son architecture et le soin apporté à sa décoration, se classe parmi les plus belles du département. En plus du superbe clocher avec sa flèche décorée de mitres aveugles, l'édifice possède un portail roman bourguignon.

## Saint-Julien de Meillers
Joyau de l'art roman, Saint-Julien de Meillers conserve un superbe portail décoré. De nombreux chapiteaux le décorent, dont celui des animaux musiciens, pour lequel l'artiste s'est inspiré du fabuliste romain Phèdre. Le tympan présente un Christ en gloire entouré des apôtres, situés sous des arcades.

## Saint-Pierre de Gipcy
Église romane avec portail dont les voussures retombent sur des pilastres cannelés, proprement bourguignons.

## Saint-Martin d'Ygrande
L'église d'Ygrande possède un clocher de style bourguignon, surmonté d'une haute flèche de pierre. Ce dernier est élevé sur trois étages.

## Saint-Maurice de Buxières-les-Mines
L'influence bourguignonne est là aussi très nette, notamment sur le portail occidental. La haute flèche de pierre de l'édifice lui donne une silhouette typiquement bourbonnaise.

## Saint-Gervais-et-Saint-Protais du Montet
L'église dépendait autrefois d'un prieuré appartenant à l'abbaye de Saint-Michel-de-la-Cluse, en Piémont. Elle est un joyau de l'art roman bourguignon avec sa nef en berceau brisé proprement clunisienne et son portail décoré de figures géométriques soignées.